# Монкошин (Куявсько-Поморське воєводство)
Монкошин (пол. Mąkoszyn) — село в Польщі, у гміні Шубін Накельського повіту Куявсько-Поморського воєводства.
Населення — 142 особи (2011).
У 1975-1998 роках село належало до Бидгощського воєводства.

## Демографія
Демографічна структура станом на 31 березня 2011 року:
|          | Загалом | Допрацездатний вік | Працездатний вік | Постпрацездатний вік |
| -------- | ------- | ------------------ | ---------------- | -------------------- |
| Чоловіки | 66      | 16                 | 44               | 6                    |
| Жінки    | 76      | 20                 | 41               | 15                   |
| Разом    | 142     | 36                 | 85               | 21                   |